# Anisotenes
Anisotenes is een geslacht van vlinders van de familie bladrollers (Tortricidae), uit de onderfamilie Tortricinae.

## Soorten
- A. acrodasys Diakonoff, 1952
- A. amphiloga Diakonoff, 1952
- A. axigera (Diakonoff, 1941)
- A. basalis (Diakonoff, 1941)
- A. bathygrapha Diakonoff, 1952
- A. cacotechna Diakonoff, 1952
- A. decora Diakonoff, 1952
- A. dracontodonta Diakonoff, 1952
- A. ellipegrapha Diakonoff, 1952
- A. fallax Diakonoff, 1952
- A. leucophthalma Diakonoff, 1952
- A. libidinosa Diakonoff, 1952
- A. oxygrapta Diakonoff, 1952
- A. phanerogonia Diakonoff, 1952
- A. pyrra Diakonoff, 1952
- A. scoliographa Diakonoff, 1952
- A. schizolitha Diakonoff, 1952
- A. spodotes Diakonoff, 1952
- A. stemmatostola Diakonoff, 1952
- A. uniformis (Diakonoff, 1941)